# Tịnh Hiệp
Tịnh Hiệp là một xã cũ thuộc huyện Sơn Tịnh cũ, tỉnh Quảng Ngãi, Việt Nam.

## Địa lý
Xã Tịnh Hiệp có diện tích 35,94 km², dân số năm 1999 là 7.522 người, mật độ dân số đạt 209 người/km².

## Hành chính
Xã Tịnh Hiệp được chia thành 6 thôn: Vĩnh Tuy, Hội Đức, Phú Sơn, Mỹ Danh, Xuân Hòa, Xuân Mỹ.